# Википедија на језику малајалам
Википедија на језику малајалам или Википедија на малајаламу јест издање Википедије, слободне енциклопедије, на малајаламу које данас има 86.802 чланака и заузима 86. место на списку језичких верзија Википедије према броју чланака.